# Josef Žižka (1916)
Josef Žižka (14. srpna 1916, Bílá Třemešná – 26. srpna 2006, Třebíč[zdroj⁠?!]) byl český zbrojíř, voják, dělník a vývojový pracovník.

## Biografie
Josef Žižka se narodil v roce 1916 v Bílé Třemešné nedaleko Dvora Králové nad Labem. Nastoupil do učení na zbrojíře a posléze pracoval v oboru. V roce 1939 pracoval v podniku Škoda v Mladé Boleslavi a následně pak v Dubnici nad Váhom, kde pracoval na montáži a jezdil zastřelovat děla do Malacek. Roku 1940 utekl přes Maďarsko a Jugoslávii do Turecka, kde byl v Istanbulu na britském velvyslanectví u odvodu. Byl přemístěn do Palestiny, kde prodělal vojenský výcvik u Mrtvého moře s přípravou na boj v pouštních podmínkách. Z bojových akcí se zúčastnil válečných operací v okolí města Tobruk v Libyi na rozhraní let 1941–1942. Později byl Brity přemístěn do Indie, kde pracoval jako odborník, který pomáhal rozjíždět zbrojní výrobu v podniku Brengun-Factory v Hajdarábádu. Později byl přesunut do Bombaje do podniku Metall-Box, kde pracoval až do kapitulace Japonska.
Po skončení druhé světové války zůstal až do roku 1947 v Indii, kde pracoval pro Baťu v Batanagaru jako vedoucí kontroly. Vrátil se do Československa a nastoupil do továrny Svit v Sezimově Ústí, později výroba pletacích automatů byla přesunuta do Třebíče a bylo vybráno několik lidí, aby zde připravilo rozběh výroby. Zde poté pracoval jako výzkumný mechanik. V roce 1973 odešel z podniku ZMS/ELITEX/ do důchodu.
Obdržel několik válečných vyznamenání.